# Gunship (музичний гурт)
Gunship — британський гурт, який грає в стилі Synthwave. Був створений 2010 року Деном Хейгом та Алексом Веставей, пізніше до них приєднався ударник Алекс Джінгелл. Музику Gunship характеризують як створену «під впливом саундтреків з фільмів, телевізійних шоу, відеоігор та мультфільмів 80-х років».

## Історія
У 2010 році музичний проєкт Хейга і Веставея (Fightstar) був заморожений, тому вони вирішили зосередити свою увагу на іншому створеному ними гурті — Gunship. Пізніше до них приєднується їхній давній співробітник та близький друг Алекс Джінгелл. Дебютний альбом під назвою Gunship вийшов 2015 року і був тепло прийнятий критиками та слухачами. Наступний альбом, Dark All Day, вийшов 5 жовтня 2018 року.

### Музичний стиль
Gunship мають репутацію творців інноваційних та цікавих музичних роликів.. Вони співпрацювали з кінорежисером Джоном Карпентером та аніматором Лі Хардкаслом у своєму музичному відеоролику «Tech Noir» [Архівовано 28 грудня 2018 у Wayback Machine.], присвяченому ностальгії 1980-х років. Джон Карпентер каже, що «Tech Noir» — це «Одна з моїх улюблених пісень року. Gunship рулять». Він також наголошував на тому, що було б цікаво співпрацювати з Gunship.
Вони створили перше музичне відео, зроблене в редакторі GTA 5 Rockstar для своєї пісні «The Mountain» [Архівовано 4 лютого 2019 у Wayback Machine.] і разом з Джейсоном Таммемагі створили повністю піксельний кліп на пісню «Revel in your time» [Архівовано 5 грудня 2018 у Wayback Machine.].

### Учасники
- Алекс Веставей — вокал, мультиінструменталіст
- Ден Хей — мультиінструменталіст
- Алекс Джінгелл — мультиінструменталіст

## Критика
Дебютний альбом гурту отримав чудові відгуки як від електронних видань, так і від рок-преси. Був відзначений їхній унікальний стиль, який полягав у гармонійному поєднанні аналогового синтезатора та барабанів. Продюсер Карл Баун також зазначив, що гурт Gunship може легко ввійти в історію жанру Synthwave. У коментарях про групу критик писав: «Без сумніву, культура 80-х років сильно відбивається у музиці, до створення якої вони докладають великі зусилля».

## Обладнання
Gunship мають велику колекцію синтезаторів і використовують поєднання справжніх вінтажних синтезаторів і сучасних, щоб досягти потрібного звучання, включаючи Roland Juno-106, DSI Prophet 12, DSI Prophet 6, MOOG Minimoog, MOOG Mother 32, та різних підрозділів Oberheim..

## Дискографія
Студійні альбоми
- Gunship (2015)
- Dark All Day (2018)[13]

Співпраці та інші релізи
- Співпраця з Metrik (трек «Electric Echo»), 2016)
- Ремікс треку Lionface's — Hope State (2017)[14]
- Співпраця з Lazerhawk (трек «Feel Rush Tonight»), 2017)
- Вийшла композиція «Vale of Shadows» на альбомі «Rise of Synths EP2» (2017)
- Вийшов сингл «Art3mis & Parzival» (2018)
- Співпраця з Тімом Каппелло та Індіаною (сингл «Dark All Day», 2018)